# Гротгус, Теодор
Барон Кристиа́н Иога́нн Ди́трих фон Гро́тгус или Теодо́р фон Гро́тгус, также Гро́ттус (нем. Christian Johann Dietrich Theodor von Grotthuß) (20 января 1785, Лейпциг, Германия — 26 марта 1822, Гядучяй (совр. Литва)) — немецкий химик, сформулировавший первую теорию электролиза (1806 год) и первый закон фотохимии (1817 год) . Его теория электролиза считается первым описанием так называемого механизма Гротгуса .

## Биография

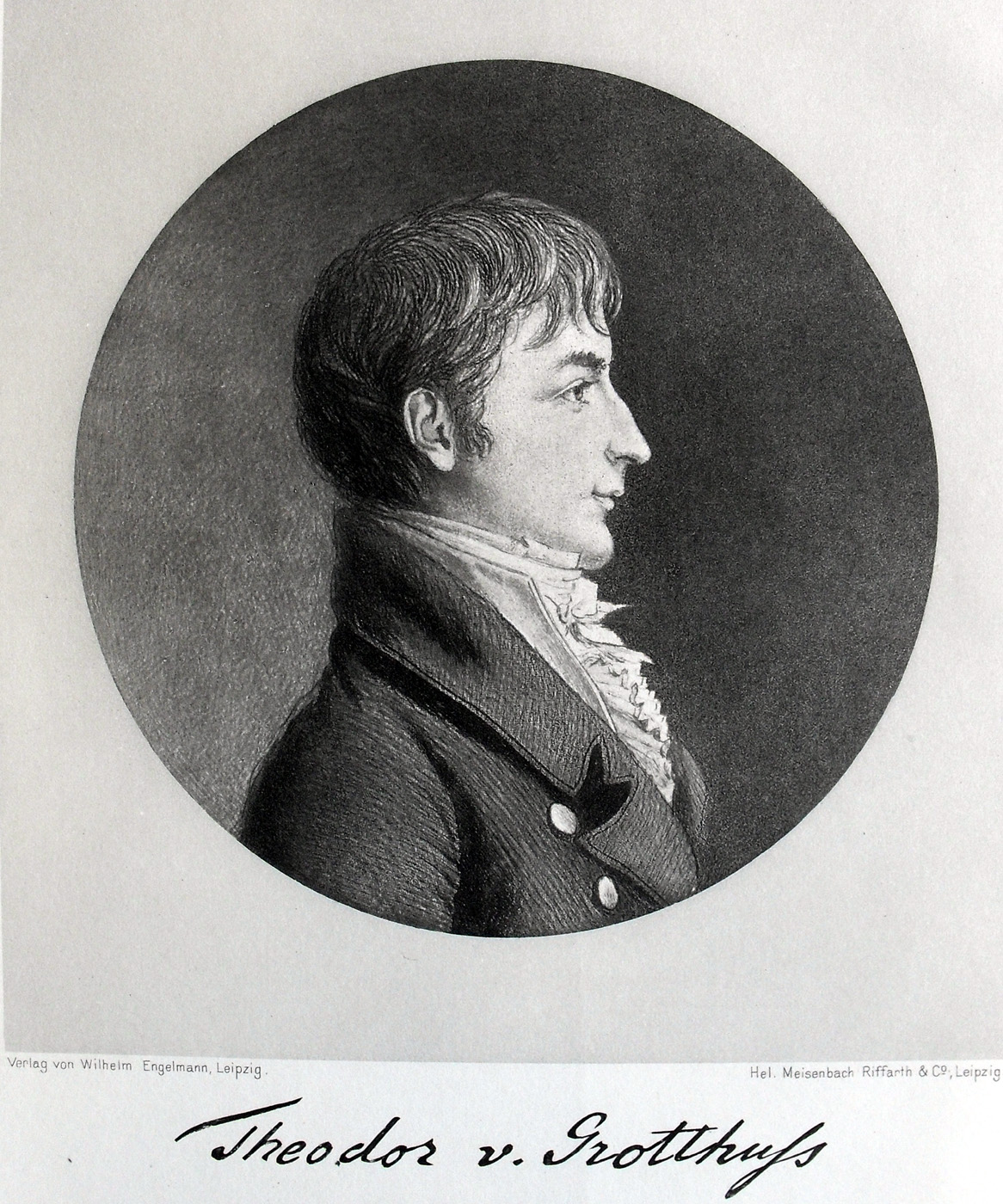
Портрет Теодора Гротгуса

Теодор фон Гротгус родился в Лейпциге 20 января 1785 года в то время, когда его семья находилась в продолжительном путешествии по Западной Европе. Родители Теодора, Эвальд Дитрих фон Гротгус (нем. Dietrich Ewald von Grotthuß) и Елизабет Элеонор (нем. Elisabeth Eleonore), принадлежали к старому и известному семейству курляндской чиновничьей знати. Вскоре после рождения он был крещен и получил имя Христиан Иоганн Дитрих (нем. Christian Johann Dietrich). Будучи взрослым, Гротгус решил использовать в качестве своего имени имя Теодор. Кроме того, он отказался от использования в своем полном имени приставки «фон» .
Теодор вырос в имении своей матери в поместье Гедучяй (лит. Gedučiai), которое на современной карте находится в северной части Литвы, на границе с Латвией. Он был замкнутым ребенком и имел довольно ограниченный контакт с другими детьми в поместье. Учителя обучали его в домашних условиях навыкам языков, математики, искусства и литературы. Таким образом, Гротгус получил базовое образование, которое позволяло ему продолжать свое обучение в различных университетах. Будучи подростком, Гротгус обучался сначала в Лейпцигском университете, а затем в Политехнической школе в Париже (фр. École Polytechnique), где посещал лекции таких известных ученых, как Антуана Франсуа де Фуркруа, Клода Луи Бертолле, Луи-Николя Воклена и других.
В связи с возрастанием напряженности в геополитических взаимоотношениях между Россией и Францией, Гротгус был вынужден уехать в Италию, где опубликовал свою первую фундаментальную работу (1806 год), посвященную теоретическому объяснению явлений, происходящих при электролизе воды. В 1808 году за свой вклад в теорию электролиза Гротгус был избран почетным членом Гальванического общества Парижа. В том же году он был назначен членом-корреспондентом Туринской академии наук, а в 1814 году избран в качестве члена-корреспондента Баварской академии наук в Мюнхене. За время своей жизни Гротгус опубликовал 76 статей по оригинальным исследованиям, наблюдениям и доказательствам, большинство из которых были опубликованы в западноевропейских научных журналах .
Теодор Гротгус умер 26 марта 1822 года в возрасте тридцати семи лет, совершив самоубийство на почве продолжительной депрессии, вызванной проблемами со здоровьем. Был похоронен в имении своей матери в Гедучяе.

## Научные исследования

### Исследования в области электролиза
Изобретение в 1800 году итальянским ученым Алессандро Вольта электрической батареи дало другим исследователям источник электричества, который стал широко использоваться в научных лабораториях по всей Европе. Вскоре появились первые сообщения об успешном проведении электролиза воды, водных растворов кислот и солей. Тем не менее, отсутствовало сколь-нибудь удовлетворительное теоретическое объяснение происходящих при этом процессов.
Осенью 1805 года, в возрасте 20 лет, Гротгус написал свою первую фундаментальную статью, посвященную изучению процесса электролиза воды. Эта статья, которая называлась «Mémoire sur la Décomposition a’l’Aide de l’Electricite Galvanique», была опубликована в Риме в 1806 году. Она отчетливо представила собой новый подход к объяснению роли электрического тока в процессе электролиза. Много лет спустя Оствальд перевел эту статью на немецкий язык и сделал следующий комментарий :

К моменту публикации этой работы имя Гротгуса станет очень известным; и эта статья оказала очень, очень большое влияние на теоретическое объяснение процесса электролиза
Оригинальный текст (нем.)Es ist die Schrift, durch die der Name Grotthuss vor allem berümt wurde, und die den grössten Einfluss auf die theoretischen Vorstellung über Elektrolyse ausgeübt hat

В этой работе Гротгус объяснил, почему во время процесса электролиза воды водород и кислород выделяются только на электродах (и при том на разных), а не во всем объеме раствора, как это ожидалось. Это явление, которое наблюдали А. Карлайл и Дж. Николсон вскоре после открытия Вольтова столба, стало известным под названием «Парадокс Николсона». Гротгус экспериментально подтвердил данные о том, что некоторые металлы выделялись на отрицательном полюсе источника тока, связанном с медным диском, и начинали процесс роста кристаллов в направлении гальванического тока, в то время как кислород выделялся на положительном полюсе, связанном с цинковым диском. Некоторые металлы не выделялись на отрицательном полюсе источника тока, и в этом случае на нём наблюдалось выделение водорода, а на положительном полюсе при этом образовывался осадок оксида. Он отметил, что разные металлы по-разному проявляют себя в подобном процессе, что позднее экспериментально наблюдали Гемфри Дэви и Йёнс Якоб Берцелиус.
В статье Гротгуса представлено оригинальное объяснение процесса электролиза воды, впоследствии названное механизмом Гротгуса. Это объяснение заключается в том, что в процессе электролиза молекулы воды и соль поляризуются и образуют полярные цепи в единой системе. Таким образом, поляризованные молекулы становятся продолжением медно-цинковых пар, составляющих столб Вольта. В дальнейшем Гротгус пояснил, что под воздействием полюсов электродов в растворе образовывались параллельные линии (поляризованные молекулярные цепи), элементы которых на каждом конце разряжались на противоположных полюсах. Молекулы воды, соприкасающиеся с электродами, распадались на свои составные части. Именно поэтому водород выделялся на отрицательно заряженном электроде, в то время как кислород выделялся на положительно заряженном электроде. Молекулы воды непрерывно обменивались своими составными частями c ближайшими соседями, а также с окружающими членами цепи. Этот обмен осуществлялся с помощью последовательного продвижения скачкообразного взаимодействия по молекулярным цепям, которое возникло в результате процесса переноса в электролизе вдоль параллельных линий . Дальнейшее развитие этой мысли привело к концепции, напоминающей ионизацию. Кроме того, концепция скачкообразных взаимодействий привела к развитию принципа атомизма, дискретности материальных объектов, делимости и перехода от статической структуры к динамическому представлению материи.
Большая часть научного сообщества приняла механизм электропроводимости, предложенный Гротгусом. Тем не менее, некоторые ученые так и не признали заслуг Гротгуса в области электролиза. Так, например, сэр Гемфри Дэви при разработке химической теории сродства широко использовал первоначальные идеи Гротгуса без какого-либо упоминания об их авторе .

### Исследования в области взаимодействия света с веществом
В конце 1810-х годов Теодор фон Гротгрус сформулировал некоторые оригинальные идеи, связанные с поглощением света, которые затрагивали фосфоресценцию, флуоресценцию и фотохимические реакции. Он интересовался физиологическими аспектами химического взаимодействия света с поляризованными молекулярными частицами. После изучения кристаллов, обладающих фосфоресценцией, Гротгус в 1812 году отметил, что фосфоресцентный свет отличался от поглощенного света, что находилось в противоречии с механистической теорией Ньютона. Он пришел к выводу, что явление фосфоресценции связано с движением света и структурой облучаемого вещества. Гротгус предположил, что свет на поверхности флуоресцентного кристалла расщепляется на две компоненты, которые при взаимодействии с поляризованными молекулами в кристалле разделялись и вызвали излучение света, цвет которого отличался от используемого для облучения. Гротгус пришел к выводу, что взаимодействие света с веществом вызывает специфические колебания и, таким образом, может ослабить или усилить различные цвета . При этом он заложил теоретические основы люминесценции, которые были разработаны во второй половине XIX века Беккерелем, Брюстером и Стоксом.
При исследовании спиртовых растворов тиоцианатных комплексных соединений железа(III) и кобальта(II) Гротгус обратил свое внимание на то, что раствор становился более бледным, когда находился под воздействием света. Скорость обесцвечивания при этом была прямо пропорциональна интенсивности света и времени его воздействия на вещество. Таким образом, Гротгус открыл основные законы фотохимии: фотохимическая реакция может быть инициирована только светом, поглощенным веществом, и её скорость пропорциональна времени воздействия и интенсивности света. Эти экспериментальные наблюдения Гротгуса были подтверждены около 20 лет спустя Джоном Гершелем и Джоном Дрейпером. В конечном счете, эти выводы стали известны как первый и второй законы фотохимии Гротгуса-Дрейпера.

### Исследования в других областях
Теодор фон Гротгус проводил научные исследования не только в области электролиза и взаимодействия света с веществом . Он синтезировал тиоцианатные соли железа, ртути, серебра и золота при помощи сплавления серы с соответствующими цианидными солями. Гротгрус отделил хлорид железа(III) от хлорида марганца(II), воспользовавшись различной растворимостью этих солей в спирте. Также он по просьбе академика Шерера, который собирал данные по минеральным источникам в Российской империи, проанализировал близлежащие минеральные источники. Он использовал аммиачный раствор оксида серебра для определения сульфидов, а не хлорид меди(II), как это было принято в то время. Кроме того, в период с 1816 года по 1818 год Гротгус изучал свойства тиоцианатов и тиоциановой кислоты и разработал аналитические методы определения ионов железа(III) и кобальта(II). В это же время Швейггер опубликовал сборник пропорциональных весов Гротгуса и таблицы материалов, которые стали широко использоваться химиками и фармацевтами.
В своих обширных исследованиях он экспериментально наблюдал явление электростеноза, которое проявлялось в том, что серебряные дендриты формировались в очень узких трещинах стекла на аноде из-за электрокапиллярного эффекта. Этот эффект был вновь открыт спустя 70 лет и подробно разрабатывался Ф. Брауном (1891 год) и Э. Дж. Коэном (1898 год), который и назвал его электростенозом.
Кроме того, Гротгус занимался исследованием пламен газовых смесей и сделал фундаментальное наблюдение, которое заключалось в том, что смесь газов в узких трубках не воспламеняется . Это обстоятельство позволило позднее создать безопасную лампу шахтера. Несмотря на то, что в настоящее время шахтные лампы, использующие открытое пламя, полностью вытеснены электрическими фонарями, значение этого изобретения, сохранившего множество жизней шахтёров, до сих пор сложно переоценить.

## Основные труды
- C. J. T. Grotthuss Mémoire sur la décomposition de l’eau et des corps qu’elle tient en dissolution à l‘aide de l‘électricité galvanique // Ann. Chim. Phys. 1806. V. 58. P. 54-74.
- C. J. T. Grotthuss Memoire upon the decomposition of water, and of the bodies which it holds in solution by means of galvanic current // Tillochs Philos. Mag. 1806. V. 25. P. 330-339.
- C. J. T. Grotthuss Über die chemische Wirksamkeit des Lichtes und der Elektricität // Jahres Verhandlungen der Kurländischen Gesellschaft für Literatur und Kunst. 1819. V. 1. P. 119-184.
- C. J. T. Grotthuss Physisch-chemische Forschungen // Erster Band Nürnberg: Schrag. 1820.
- C. J. T. Grotthuss Abhandlungen über Elektrizität und Licht // Ostwald’s Klassiker der exakten Wissenschaften. 1906. № 152.